# 강원지방병무청
강원지방병무청(江原地方兵務廳, Gangwon Regional Military Manpower Administration)은 강원특별자치도 지역의 징집·소집 그 밖에 병무 행정에 관한 사무를 관장하는 대한민국 병무청의 소속기관이다. 1998년 2월 28일 발족하였으며, 강원특별자치도 춘천시 백령로 15에 위치하고 있다. 청장은 고위공무원단 나등급에 속하는 일반직공무원으로 보하되, 임기제공무원으로 보할 수 있다.

## 연혁
- 1949년 9월: 육군본부 예하 강원지구 병사구사령부로 발족.
- 1962년 10월 31일: 국방부 소속 강원도병무청으로 개편.[2]
- 1970년 8월 20일: 병무청 소속 강원도지방병무청으로 개편.[3]
- 1981년 11월 2일: 춘천지방병무청으로 개편.[4]
- 1998년 2월 28일: 강원지방병무청으로 개편.[5]

## 관할구역
- 강원특별자치도

## 조직

### 청장
- 운영지원과[6]
- 병역판정검사과[7]
- 현역입영과[8]
- 동원관리과[8]
- 사회복무과[8]
- 고객지원과[9]

### 소속기관
- 병무지청
  - 강원영동병무지청